# Schloßbergstraße 22 (Solingen)

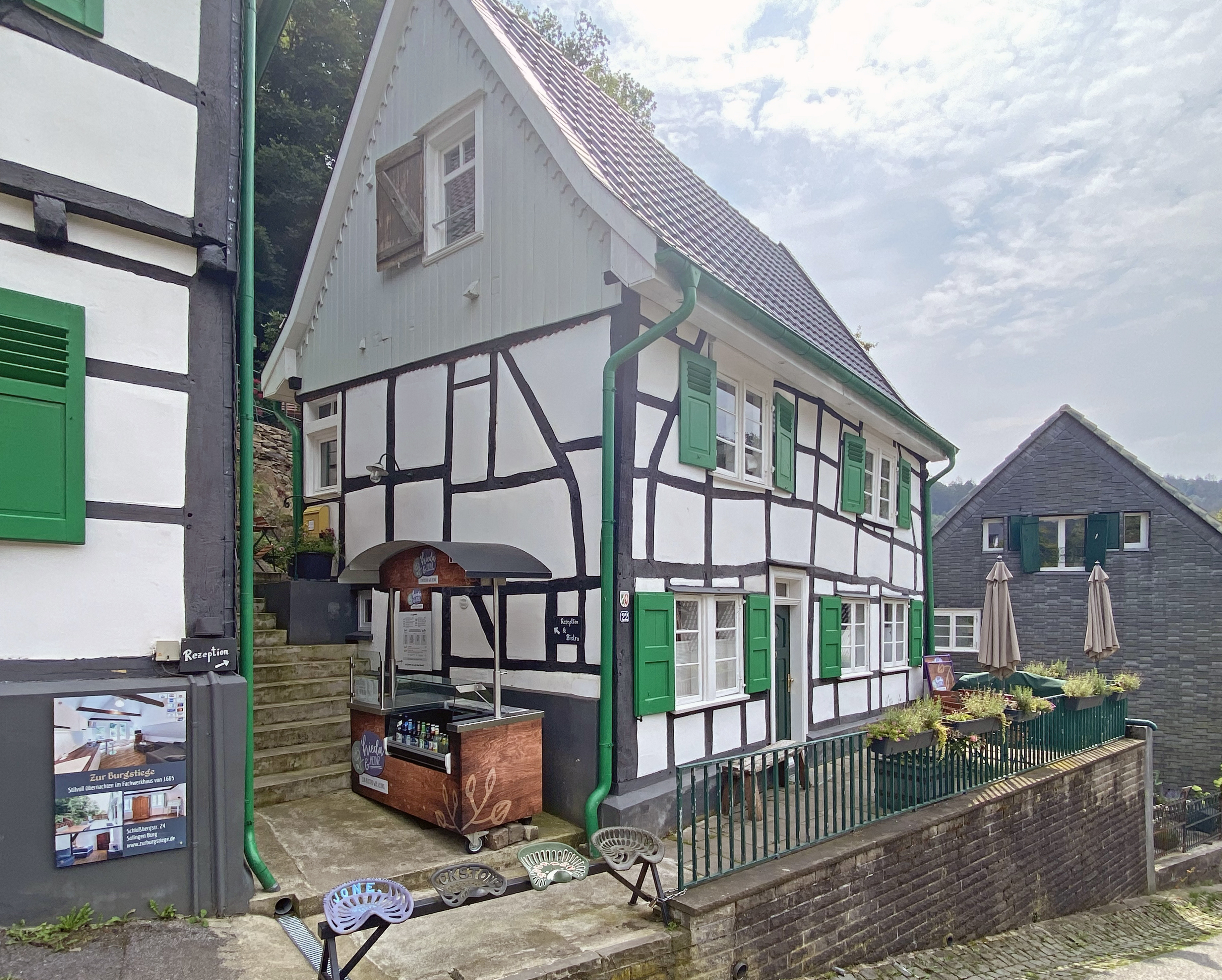
Schloßbergstraße 22 (2021)

Das Gebäude Schloßbergstraße 22 ist ein historisches Fachwerkhaus in der bergischen Großstadt Solingen. 

## Lage
Das Gebäude befindet sich im Solinger Stadtteil Burg an der Wupper im dortigen Ortsteil Unterburg. Es befindet sich an der Schloßbergstraße, die vom Ufer des Eschbach aus neben der Seilbahn Burg einen steilen Berg zu Schloss Burg hinaufführt.

## Geschichte und Architektur

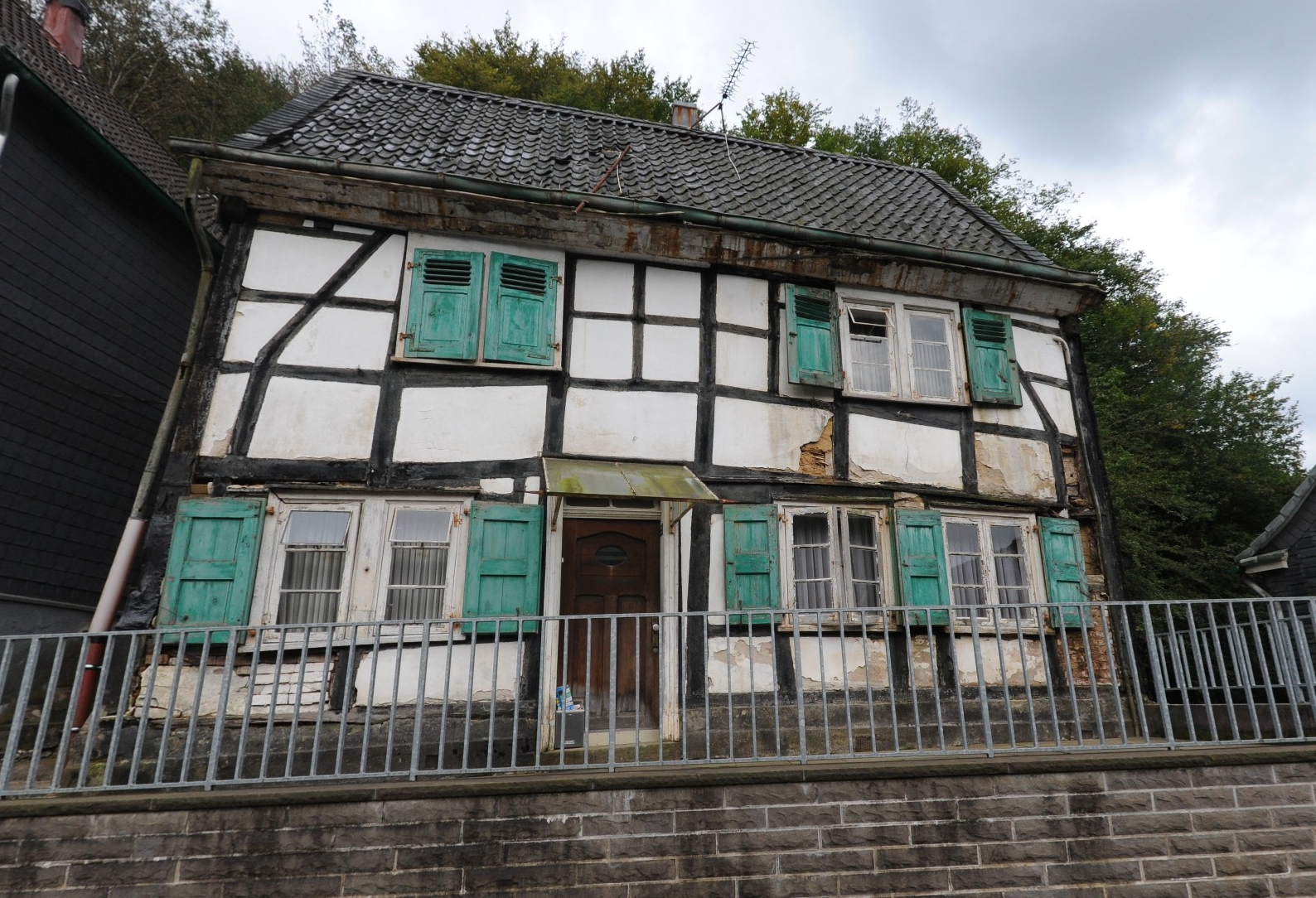
Zustand vor der Sanierung (2011)

Die Bebauung in Unterburg zu Füßen der Burg dehnte sich im 17. und 18. Jahrhundert unter anderem entlang der heutigen Schloßbergstraße aus. Dort am Berg wurde im 17. Jahrhundert auch das heutige Gebäude Schloßbergstraße 22 errichtet. Es handelt sich um ein zweigeschossiges, traufenständiges Fachwerkhaus mit Putzsockel und Satteldach.
Am 5. Dezember 1984 wurde es als Baudenkmal unter der laufenden Nummer 384 in die Solinger Denkmalliste eingetragen.
Aufgrund eines längeren Leerstands nahm das Haus erheblichen Schaden an seiner Bausubstanz und verkam beinahe zur Ruine. 2018 erwarb eine Familie aus Unterburg das Haus und sanierte es im Jahr 2019 denkmalgerecht. Das Haus wurde zum Frühstücksraum für das benachbarte Hotel umgebaut, auch ein weiteres Gästezimmer wurde eingerichtet. Für die vorbildliche Sanierung erhielten die neuen Eigentümer den Denkmalschutzpreis 2019 des Bergischen Geschichtsvereins, Abteilung Solingen e. V.